# Oogon

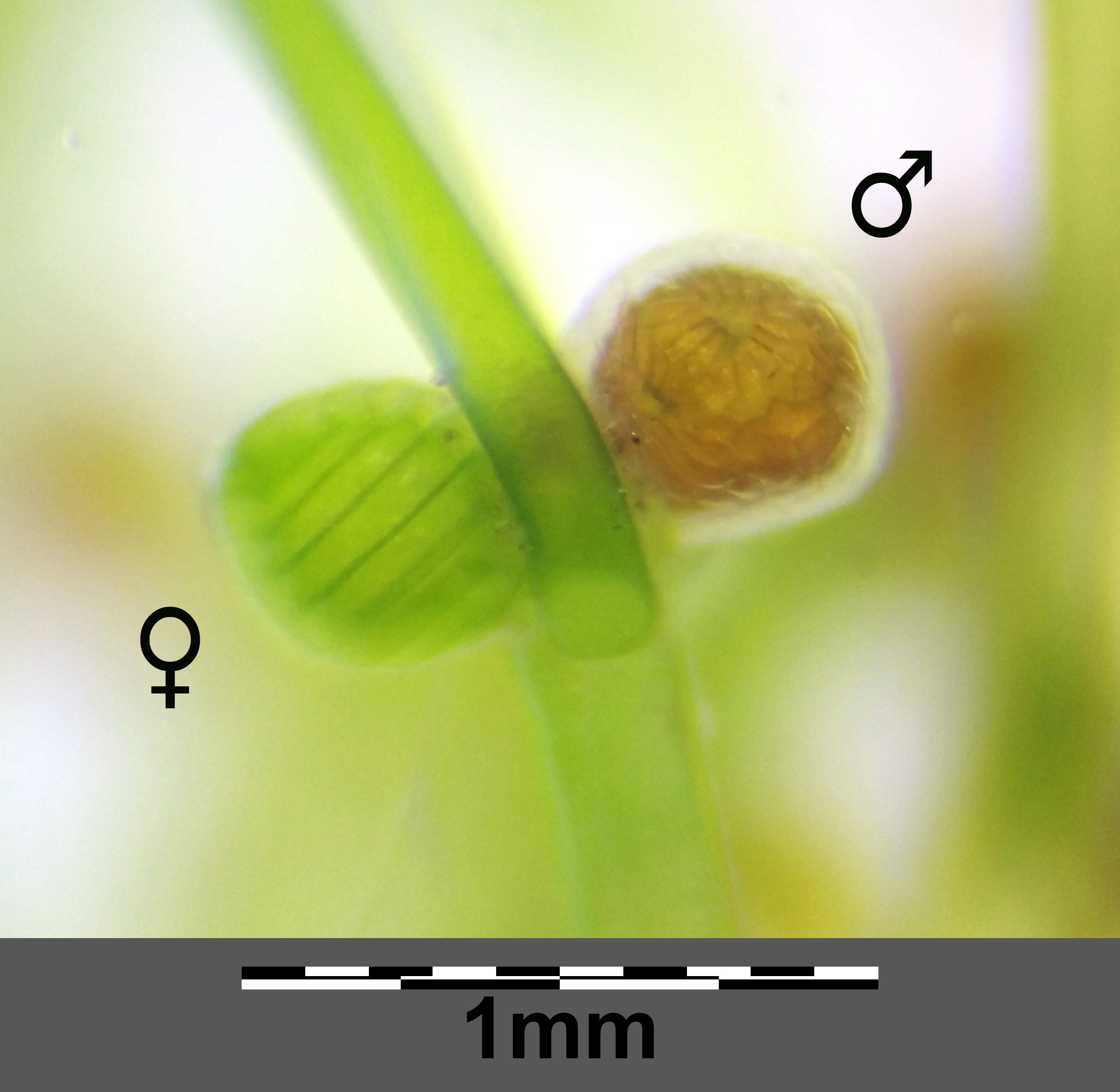
Antheridium (♂) und Oogon (♀) der Glanzarmleuchteralge Nitella flexilis

Als Oogon oder Oogonium wird bei einigen Algen und Pilzen die unbewegliche Eizelle (die Oosphäre) mit ihrer Umhüllung bezeichnet. (Oogonium; vom Griechischen oon = Ei und gone = Nachkommenschaft; zu Deutsch: Eiknospe.)
Das Oogon ist ein Gametangium. Andere Typen der Gametangien unterscheiden sich vom Oogon durch das Geschlecht der Gameten (Keimzellen) oder dadurch, dass die Geschlechtszellen nach Abschluss ihrer Reifung das Gametangium verlassen.
Bei vielen Pilzen verlassen auch die männlichen Gameten nicht ihre Gametangien, sondern männliche Gametangien und Oogonien wachsen aufeinander zu und paaren sich so.
Bei Armleuchteralgen ist das Oogon von einer im Uhrzeigersinn schraubenförmig herumlaufenden Hüllzellschicht, dem Sporostegium, umgeben. Dieses formt an der Spitze ein Krönchen, in dessen Mitte durch einen dünnen Kanal die männlichen Spermatozoiden aus den benachbarten Antheridien (männliches Gametangium) zu den weiblichen Eizellen gelangen können.
In der Zoologie werden die weiblichen Keimbahnzellen in der mitotischen Vermehrungsphase als Oogonien bezeichnet (vergleiche: Oogenese).